# قانون إصلاح بحوث الصحة في حرب الخليج لعام 2014
قانون إصلاح بحوث الصحة في حرب الخليج لعام 2014 هو مشروع قانون من شأنه أن يغير العلاقة بين اللجنة الاستشارية للبحوث بشأن أمراض حرب الخليج ووزارة شؤون المحاربين القدامى في الولايات المتحدة. سیتطلب مشروع القانون جعل اللجنة الاستشارية للبحوث بشأن أمراض حرب الخليج منظمة مستقلة داخل وزارة شؤون المحاربين القدامى ویتطلب أن یتم تعیین أغلبیة أعضاء اللجنة الاستشارية للبحوث بشأن أمراض حرب الخليج من قبل الکونغرس بدلا من وزارة شؤون المحاربين القدامى وأن یفید بأن اللجنة الاستشارية للبحوث بشأن أمراض حرب الخليج یمکنھا إصدار تقاریرھا دون الحاجة إلی موافقة مسبقة من أمین شؤون المحاربین القدامى. مركز الأنشطة الإقليمية هو المسؤول عن التحقيق في مرض حرب الخليج وهو اضطراب مزمن متعدد الفصائل يؤثر على قدامى المحاربين العسكريين والعاملين المدنيين في حرب الخليج الثانية.
قدم مشروع القانون إلى مجلس النواب في الولايات المتحدة خلال المؤتمر 113 للولايات المتحدة.

## الخلفية
مرض حرب الخليج هو اضطراب مزمن في تعدد الحالات يؤثر على قدامى المحاربين العسكريين والعاملين المدنيين في حرب الخليج الثانية. تم ربط مجموعة واسعة من الأعراض الحادة والمزمنة به بما في ذلك التعب وآلام العضلات والمشاكل المعرفية والطفح الجلدي والإسهال. حوالي 250,000 من أصل 697,000 من قدامى المحاربين الأمريكيين الذين خدموا في حرب الخليج عام 1991 يعانون من أمراض مزمنة متعددة الأعراض المزمنة وهي حالة لها عواقب وخيمة. في الفترة من 1995 إلى 2005 تفاقمت صحة المحاربين القدامى بالمقارنة مع قدامى المحاربين غير المتقاعدين مع ظهور المزيد من الأمراض المزمنة الجديدة والإعاقة الوظيفية وزيارات العيادات المتكررة والاستشفاء والمرض المزمن مثل متلازمة التعب واضطراب ما بعد الصدمة وزيادة استمرار الحوادث الصحية المعاكسة. وفقا لتقرير أعده قدامى المحاربين الأمريكيين في العراق وأفغانستان فإنه من المحتمل أن يعاني قدامى المحاربين في العراق وأفغانستان من المرض.
شملت الأسباب المقترحة اليورانيوم المنضب وغاز السارين والدخان من حرق آبار النفط والتطعيمات والإجهاد القتالي والعوامل النفسية.
في السنة السابقة للنظر في مشروع القانون هذا كانت وزارة شؤون المحاربين القدامى واللجنة الاستشارية للبحوث حول أمراض حرب الخليج متعارضتين مع بعضها البعض. استبدلت وزارة شؤون المحاربين القدامى جميع أعضاء مركز الأنشطة الإقليمية باستثناء واحد منهم وأزالوا البعض من مهامهم الإشرافية وحاولوا التأثير على المجلس لاتخاذ قرار بأن الإجهاد بدلا من البيولوجيا هو سبب مرض حرب الخليج وأخبر مركز الأنشطة الإقليمية بأنه لا يمكنه نشر تقارير دون إذن. تم إنشاء مركز الأنشطة الإقليمية في عام 1997 بعد أن قرر الكونغرس أن أبحاث وزارة شؤون المحاربين القدامى حول هذه المسألة كانت معيبة وركزت على الأسباب النفسية في حين تم تجاهل معظم الأسباب البيولوجية.

## أحكام مشروع القانون
مشروع القانون من شأنه أن يجعل اللجنة الاستشارية للبحوث بشأن أمراض حرب الخليج لجنة مستقلة داخل وزارة شؤون المحاربين القدامى.
سيتطلب مشروع القانون تعيين غالبية أعضاء مركز الأنشطة الإقليمية من قبل رؤساء وأعضاء لجنة شؤون المحاربين القدامى في مجلس الولايات المتحدة ولجنة لجنة شؤون الشيوخ في الولايات المتحدة الأمريكية. ستكون هناك حاجة إلى ثلاثة من الأعضاء ليكونوا من قدامى المحاربين في حين أن ثمانية أعضاء على الأقل «يجب أن يكونوا علماء الأطباء ذوي الخبرة في مجالات مثل علم الأوبئة وعلم المناعة وعلم الأعصاب وعلم السموم».
ينص مشروع القانون أيضا على أن يطلق على الحالة اسم «مرض حرب الخليج» بدلا من «متلازمة حرب الخليج».
يطلب مشروع القانون أيضا أن تنظر وزارة شؤون المحاربين القدامى إلى الدراسات الحيوانية عند التحقيق في التعرض للسموم.
ينص مشروع القانون على أن «التقارير والتوصيات والمنشورات والوثائق الأخرى للجنة الاستشارية للبحوث بشأن أمراض حرب الخليج لا تخضع للمراجعة أو الموافقة من قبل أمين شؤون المحاربين القدماء».

## التاريخ الإجرائي
تم إدخال قانون إصلاح بحوث الصحة في حرب الخليج لعام 2014 إلى مجلس النواب الأمريكي في 14 مارس 2014 من قبل مايك كوفمان. أحيل مشروع القانون إلى اللجنة المعنية بشؤون المحاربين القدماء التابعة لمجلس الولايات المتحدة واللجنة الفرعية المعنية بشؤون المحاربين القدامى في البيت الأمريكي التابعة للولايات المتحدة واللجنة الفرعية المعنية بالرقابة والتحقيق التابعة لشؤون المحاربين القدماء في الولايات المتحدة.

## النقاش والمناقشة
وفقا لما ذكره كوفمان الذي قدم مشروع القانون فإن هذا التشريع هو نتيجة تحقيق أجرته اللجنة الفرعية المعنية بالرقابة والمحققين في شؤون المحاربين القدامى والذي قرر أن إدارة شؤون قدامى المحاربين «تمارس قدرا كبيرا من السيطرة على اللجنة الاستشارية للبحوث حول أمراض الحرب الخليج» و«حرمانهم من القدرة على القيام بشكل فعال ومستقل بتنفيذ دور الكونغرس المكلف به لتحسين حياة المحاربين القدامى في حرب الخليج». وجد التحقيق اختلاس للأموال ووضع أعضاء متحيزين في مركز الأنشطة الإقليمية والقيود المفروضة على تقارير مركز الأنشطة الإقليمية لإبقائها قيد التداول.
قالت السيدة آن كيركباتريك التي أيدت مشروع القانون أن من واجبنا التأكد من أن «وزارة شؤون المحاربين القدامى تجري أبحاثا موضوعية حول الأمراض المزمنة التي تعرض لها قدامى المحاربين في حرب الخليج في محاولة لإيجاد العلاجات التي يمكن أن تحدث فرقا في نوعية حياتهم».